# Siegbert Janko

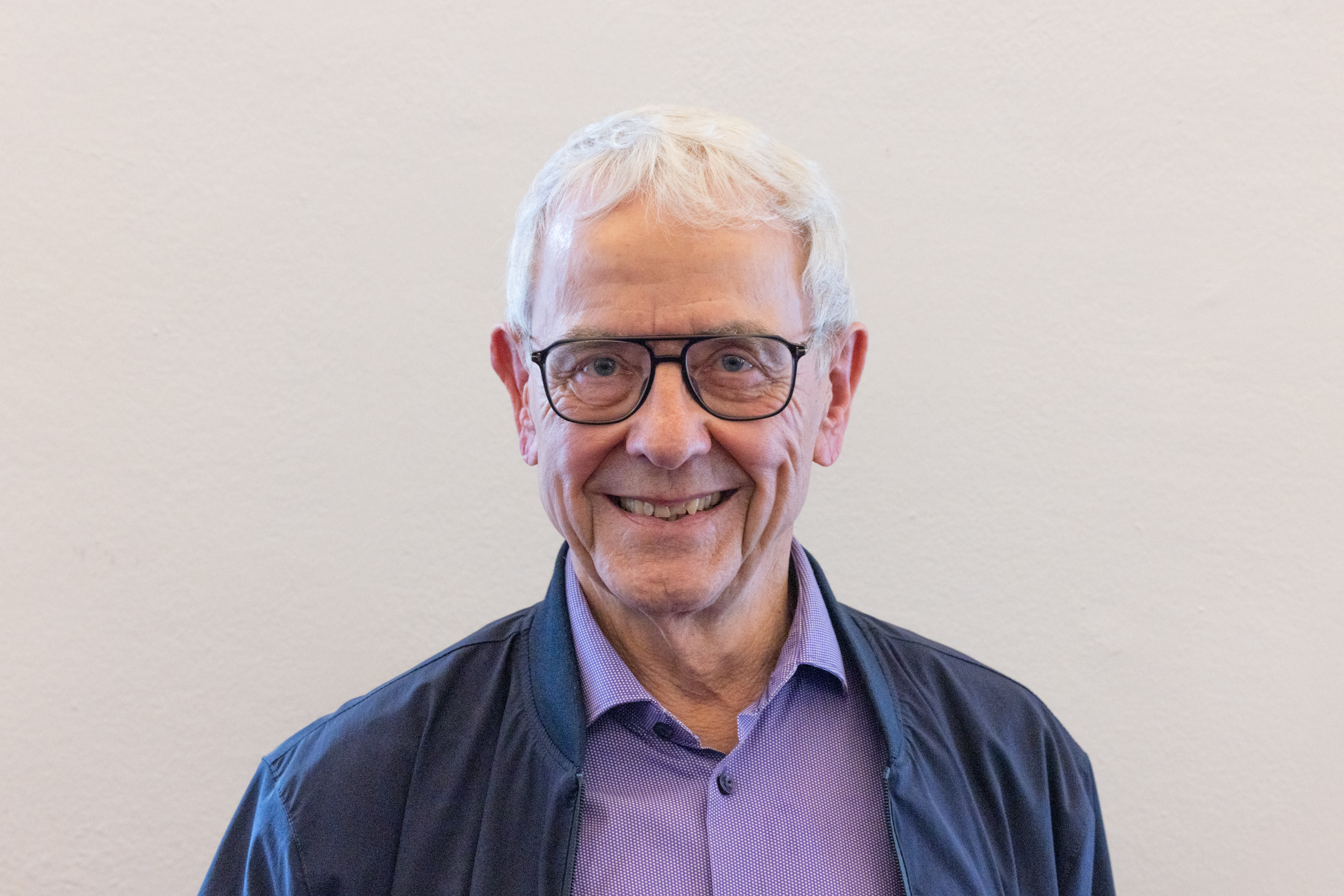
Siegbert Janko (2023)

Siegbert Janko (* 30. Jänner 1945 in Freistadt, Oberösterreich) ist ein österreichischer Jurist und ehemaliger Kulturdirektor am Magistrat der Stadt Linz.

## Leben
Siegbert Janko maturierte 1964 an der Bischöflichen Lehrerbildungsanstalt in Linz. Danach arbeitete er als Lehrer in Liebenstein und bei den Schulbrüdern in Wien und war Heimerzieher an der HTL Mödling. Neben der Berufstätigkeit studierte er Jus. Von 1976 bis 1986 war Siegbert Janko an der Volkshochschule der Stadt Linz als Leiter des Fachbereiches Geistes- und Sozialwissenschaften, seit 1979 als stellvertretender Leiter tätig. Von 1986 bis 1990 war er Leiter des Kulturamtes der Stadt Linz. Von 1990 bis März 2010 war Janko Kulturdirektor der Stadt Linz und stand der Geschäftsgruppe Kultur, Bildung und Sport vor. Er wurde vom Germanisten Julius Stieber in dieser Funktion abgelöst. Von 2000 bis 2006 war er Dozent an der Pädagogischen Akademie des Bundes in Linz, Lehrgang für Kulturmanagement.
1998 war Siegbert Janko Mitinitiator des Europäischen Kulturmonats in Linz. Er war auch für das Linzer Pflasterspektakel, das LinzFest, die Errichtung des Ars Electronica Center und die Bewerbung Linz 2009 – Kulturhauptstadt Europas verantwortlich. In seine Amtszeit fiel die Entwicklung der kulturellen Infrastruktur der Stadt Linz. Seine Erfahrungen aus dieser Zeit flossen auch in seine Tätigkeit als Berater und Prozessbegleiter für den Kulturentwicklungsplan der Stadt Regensburg ein. Für sein Engagement für Kultur und Stadtentwicklung wurde Siegbert Janko 2010 vom damaligen Linzer Bürgermeister Franz Dobusch mit dem Großen Goldenen Ehrenzeichen für Verdienste um die Kultur der Stadt Linz ausgezeichnet.
Als Juror war Siegbert Janko für viele Kulturprojekte tätig. Er war Initiator und Beirat zahlreicher Kulturprojekte, unter anderem war er von 1990 bis 2006 im Theaterbeirat des Landestheaters Linz, 2004 im Projektbeirat und der Jury des Architektenwettbewerbes für das Musiktheater Linz, 2005 bis 2007 im Beirat zur Errichtung des Wissensturmes, 2007 im Beirat zur Umgestaltung des Salzamtes zum Atelierhaus der Stadt Linz. Von 2005 bis 2015 war Janko Mitglied des Universitätsrates der Universität für künstlerische und industrielle Gestaltung Linz.

## Initiativen und Projekte (Auswahl)
- 1980–1986 Geschichte von unten, Linzer Geschichteclubs
- 1980–1996 Frauenwoche der VHS Linz
- 1986 Pflasterspektakel Linz
- 1986 Friedensstadt Linz
- seit 1987 Facetten Literarisches Jahrbuch der Stadt Linz
- 1998 Europäischer Kulturmonat Linz
- 2004–2009 Bewerbung zur Kulturhauptstadt Europas und Umsetzung des Projektes

## Auszeichnungen
- 2010 Großes Goldenes Ehrenzeichen der Stadt Linz für Verdienste um die Kultur
- 2015 Ehrenmitgliedschaft der Universität für künstlerische und industrielle Gestaltung[8]

## Publikationen
- Siegbert Janko, Christian Denkmaier Ein zukunftsweisendes Ereignis, 1998
- Siegbert Janko, Hannes Leopoldseder, Gerfried Stocker: Ars Electronica Center. Museum of the Future / Museum der Zukunft.
- The Spirit of Linz. Von der Stahlstadt zur modernen Industrie- und Kulturstadt
- Stadtarchiv und Stadtgeschichte, Seite 607, Siegbert Janko: Von der Stahlstadt zur Kulturstadt, Linz 2004